# Irradiació fitosanitària
La irradiació fitosanitària és un tractament físic que es fa servir en aliments per controlar la seva deterioració, per destruir els bacteris patògens presents o per controlar plagues d'insectes, exposant l’aliment, ja sigui envasat o no, durant un període sota radiació ionitzant. Aquesta tècnica és capaç d’evitar la maduració prematura i la germinació de bulbs i tubercles, de controlar el deteriorament i els microorganismes patògens presents, així com la propagació de plagues d'insectes invasius. De fet, aquest és un dels motius pels quals molts països han incorporat tècniques d’irradiació. No obstant, tot i estar autoritzada en molts països, el seu ús es troba molt limitada.
El màxim valor de la dosi total mitjana és de 10 kGy, segons el que estipula Joint Expert Committee on Food Irradiation (JECFI) format per la Food and Agricultural Organization (FAO), la World Health Organization (WHO) i la International Atomic Energy Agency (IAEA), concloent que a aquesta dosi no representa danys toxicològics, ni introdueix problemes microbiològics o nutricionals especials en els aliments. Les radiations ionitzants permesos pel tractament d'aliments són els raigs gamma de l'isòtop cobalt-60 (1,17 i 1,33 MeV) o cesi-137 (0,66 MeV), feixos d'electrons o raigs X, segons la Norma General del Codex Alimentarius.
Els seus principals avantatges consisteixen en la no modificació de la temperatura i no deixa residus tòxics, obtenint així un major grau de innocuïtat i qualitat, al no provocar efectes significatius en les propietats nutricionals i organolèptiques. Amb el creixement de la població mundial, la demanda de recursos agrícoles i les tecnologies per a la conservació dels aliments tindran un paper important a nivell de vista sanitari i econòmic, on la irradiació podria ser una opció prometedora.

## Història

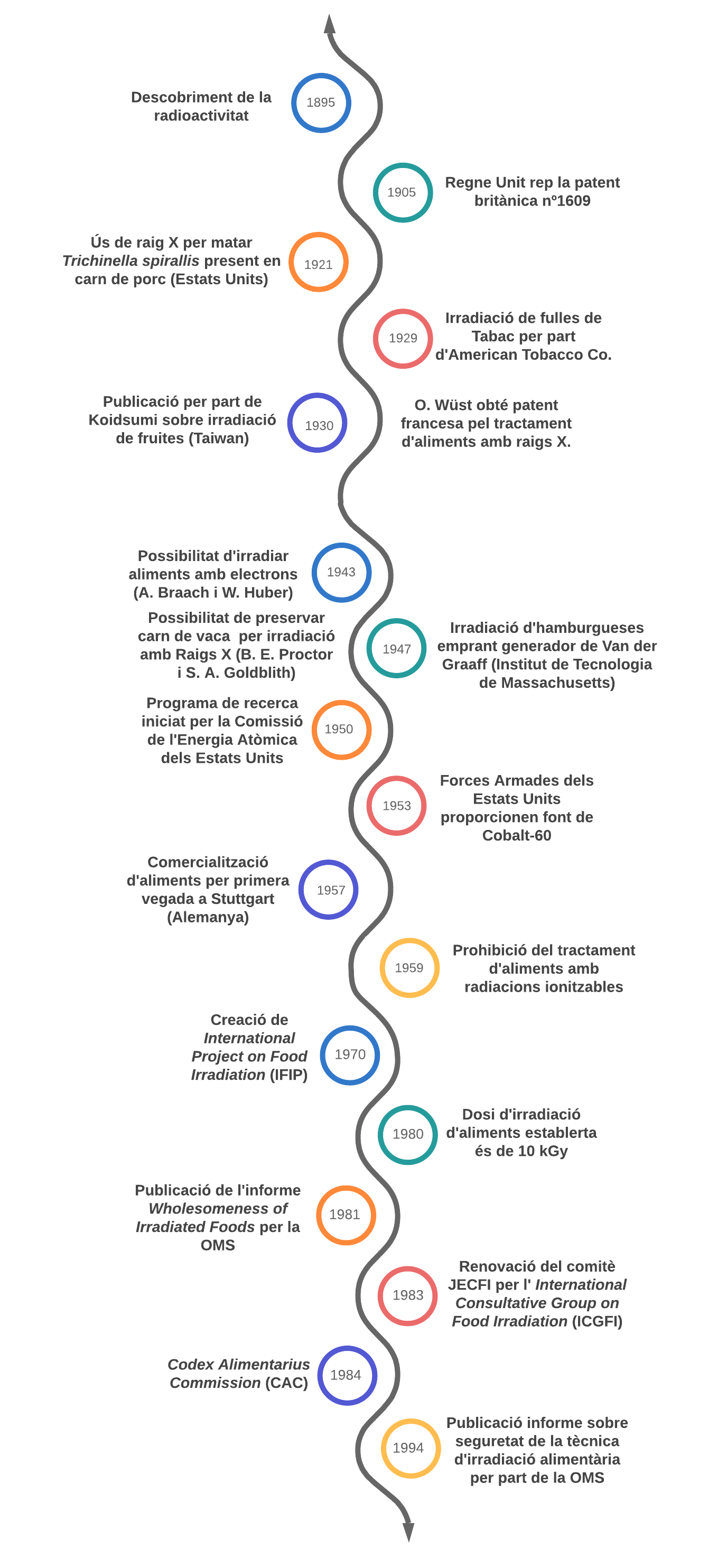
Llista d'esdeveniments històrics sobre la tècnica de la irradiació d'aliments ordenada per les dates respectives.

### Etapa dels inventors
La tècnica de la irradiació fitosanitària no és una novetat. Apareix poc després del descobriment de la radioactivitat – el 1895, per Marie Curie, juntament amb Henri Becquerel – però, degut a la necessitat d’instal·lacions radioactives adequades, no es va plantejar la tècnica al cap d’uns anys. La proposta de l’ús de l'energia ionitzada per tal de tractar aliments apareix el mateix any en una revista mèdica alemanya. A principis del segle XX es planteja patentar la tècnica, de manera que l’any 1905, el Regne Unit, rep la patent – patent britànica nº 1609 – per la tècnica d’irradiació d’aliments. J. Appleby i A. J. Banks proposen irradiar aliments fonamentals – cereals i derivats – amb radiacions procedents del radi o qualsevol altre element radioactiu. La justificació que es dona és la següent:
To bring about an improvement in the condition of foodstuffs […] their general keeping quality by radiation of radioactive substances.
A principis dels anys 20, la seguretat dels aliments esdevé una preocupació en la societat. Tècniques pel tractament dels aliments – com és el cas de la pasteurització de la llet i el mètode Retort Canning – són considerats essencials per evitar la contracció de malalties infeccioses. Malalties com la febre tifoide i el botulisme prenen un valor d'incidència alt als Estats Units, de manera que es planteja la implementació de la tècnica d’irradiació d’aliments. El 1921, s'adjudica la patent als Estats Units per l’ús de raigs X per matar cucs Trichinella spiralis en carn de porc. L’ús de productes químics per tractar aliments no és segur tot i que es segueix emprant pel tractament de materials de viver, entre altres productes no alimentaris. El 1929, American Tobacco Co. decideix encarregar el primer prototip industrial per a la irradiació de fulles del tabac amb raigs X per tal de matar insectes, ous i larves que hi puguin estar presents. El 1930, Koidsumi és el primer en publicar sobre l’ús de radiacions ionitzants com a tractament fitosanitari, suggerint-lo per desinfectar la fruita de les mosques de la fruita tefrítids (tefrítids) a Taiwan. El mateix any, O. Wüst obté la patent francesa per l'invent descrit com:
Foods of all kinds which are packaged in containers are submitted to the action of hard X-ray to kill all bacteria.
No obstant, no ha tingut lloc cap aplicació pràctica de la patent degut a la no disponibilitat de fonts radioactives suficients – ja sigui màquines de raigs X com isòtops radioactius – per tal de tractar grans quantitats d'aliments, a nivell comercial.

### Primeres demostracions científiques
Durant els anys 40, la irradiació d’aliments torna a agafar envestida gràcies al desenvolupament tecnològic de grans fonts de generació de raigs X i d'electrons. Per una banda, la primera publicació científica té lloc el 1947 per A. Braach i W. Huber, fundadors de Electronized Chemical Corporation a Brooklyn, Nova York. Es descriu la possibilitat d'irradiar carn i altres aliments amb polsos d'electrons d’alta energia sota una condició de temperatura i aeració determinada. Per altra banda, el 1943, treballadors de l'Massachusetts Institute of Technology introdueixen la irradiació d'hamburgueses utilitzant el generador de Van de Graaff. Els estudis realitzats per B. E. Proctor i S. A. Goldblith deixen en evidència la possibilitat de preservar la carn de vaca tractant-la amb raigs X.

### Etapa de recerca, d'estudi i de programes de cooperació
El 1950, la Comissió de l'Energia Atòmica dels Estats Units – en anglès United States Atomic Energy Commission (AEC) – inicia un programa de recerca per l’ús de la irradiació ionitzada pel tractament d'aliments, proporcionant combustible obtingut de reactors nuclears. La majoria dels experiments tenen lloc al Laboratori Nacional Argonne – el primer laboratori nacional d'investigació en ciència i en enginyeria –, a Lemont (Illinois). No obstant, degut a que les reserves de combustible no abasten les necessitats, es comença a construir plantes específiques de cobalt 60 (Co-60) – isòtop radioactiu – proporcionat per AEC a diferents institucions dels Estats Units. El 1953, les Forces Armades dels Estats Units d'Amèrica, comencen a proporcionar font de cobalt 60 amb la finalitat d'irradiar carn per esterilitzar-la i evitar l’ús de llaunes i, també, participa en el programa d'investigació d’aquesta tècnica de conservació alimentària. Poc després, s'inicien campanyes de recerca a nivell nacional en diferents països d'Europa. El 1957, té lloc la comercialització d'aliments irradiats per primera vegada per part d’una fabricant d'espècies a Stuttgart, Alemanya. La irradiació es dur a terme a partir del generador de Van de Graaff, no obstant, el 1959 es va prohibir el tractament d'aliments per radiacions ionitzants.
La preocupació pels possibles efectes colaterals en la salut humana incrementa amb l’augment d’interès en aquest camp. Conseqüentment, el 1957 es crea l'Agència Internacional de l'Energia Atòmica (AIEA), organització que, el 1970, juntament amb l'Organització de les Nacions Unides per a l'Agricultura i l'Alimentació (FAO, sigles de Food and Agriculture Organization), l'Organització de Cooperació i Desenvolupament Econòmic (OCDE) i, posteriorment, l'Organització Mundial de la Salut (OMS), forma International Project on Food Irradiation (IFIP). El projecte té l’objectiu de dur a terme una campanya d'investigació internacional per tal d’establir la seguretat dels aliments irradiats. En el projecte participen grups d’experts de 24 països, formant l’Expert Committee on the Wholesomeness of Irradiated Food (JECFI). Es realitzen estudis basats en l'alimentació dels animals amb productes irradiats amb una dosi de 10 kGy i s'avaluen les resultats periòdicament (1964, 1969, 1976 i el 1980). El 1980, s'obté la següent conclusió: la dosis d’irradiació d’aliments establerta és de 10 kGy com a màxim – ja que els productes comercials d’interès no necessiten una dosis de tractament superior –, dosis en la qual no es cap toxicitat ni cap problema nutricional ni microbiològic.El 1981 l'OMS publica un informe, Wholesomeness of Irradiated Foods, on es descriu els estudis realitzats per part del col·lectiu JECFI. L’èxit obtingut – gràcies a la formació d’un comitè d’experts internacional per part de JECFI – incentiva a continuar amb l'estudi de la irradiació alimentària. El 1983 es renova el comitè JECFI pel Grup Constitutiu Internacional sobre la Irradiació dels Aliments – en anglès, International Consultative Group on Food Irradiation (ICGFI) – amb els següents objectius (vigent fins al 2004): avaluar els desenvolupaments en el camp de la irradiació alimentària, proporcionar consells per l’aplicació de la tècnica d’irradiació alimentària als estats membres i proveir informació a partir de Codex Alimentarius Commission (CAC). El ICGFI treballa en diferents àmbits relacionats amb la irradiació dels aliments com, per exemple, la seguretat durant l’aplicació de la tècnica, la legislació establerta, la proporció d’informació al públic i la viabilitat de la tècnica en l'àmbit econòmic i tecnològic. El 1984, s'estableixen els estàndards generals dels aliments irradiats i es recomana el codi de pràctiques per les operacions dutes a terme en les instal·les de radiació, per part de CAC.
Entre el 1978 i el 1990, es troba operativa una planta pilot amb font de Cobalt-60 proporcionat per l’ Institute of Atomic Research in Agriculture – a Wageningen, Països Baixos – sota el projecte de recerca IFFIT, International Facility for Food Irradiation Technology. El principal objectiu del projecte consisteix en assistir estats membres en el desenvolupament de la tècnica de la irradiació alimentària. Un dels estudis duts a terme per IFFIT consisteix en l’avaluació dels carregaments d'aliments irradiats com, per exemple, mangos, espècies, alvocat, gambes, cebes i alls.

Tot i els grans avenços tecnològics i els estudis exitosos de la tècnica d’irradiació alimentària, es manté un rebuig als productes tractats per aquest mètode degut a una carència de coneixements. El 1994, la OMS publica un informe – després d’organitzar una conferència el 1992 – defensant el següent:
Food radiation is a thoroughly tested technique, that it has not been shown to have any deleterious effects when performed in accordance with good manufacturing practice, and that it can help to ensure a safer and more plentiful food supply by extending shelf-life, eradicating pests and inactivating pathogens. 

## Tipus d'irradiacions
Per tant, per decidir per quina font utilitzar depèn de diversos factors: el tipus i les dimensions del producte a irradiar, el temps d'utilització de l'equip, els costos de manteniment i el cost de l'electricitat. Segons el que estipula Comissió del Codex Alimentarius (CAC) els productes alimentaris només es poden tractar amb els següents tipus de radiacions ionitzant:

### Irradiacions per rajos gamma
Els raigs gamma formen part de l'espectre electromagnètic; tenen una longitud d'ona curta però són d'alta energia. A nivell industrial, d'acord a la Norma General del Codex Alimentarius per a Aliments Irradiats, s'utilitza el radioisòtop cobalt 60, que té una vida mitjana de 5.3 anys i una desintegració, mitjançant emissió beta, el qual és absorbit per la càpsula metàl·lica que conté al cobalt 60, emetent fotons amb dues energies: 1,17 milions d'electrovolts (MeV) i 1.33MeV (1 MeV= 1.6·10-13J). L'altre radionúclid usat és el cesi 137, que té una vida mitjana de 30.2 anys i es desintegra en bari 137, emetent fotons de 0.66 MeV. Les dosis de radiació gamma necessàries són baixes ja que té una alta penetració que permet la irradiació de volums grans.Aquest aptècnica substitueix els mètodes químics més tòxics per combatre les poblacions microbianes i insectes. A més a més, s'usa per esterilitzar guants, xeringues i productes mèdics anàlegs.
Les fonts dels raigs gamma que s'utilitzen a la indústria s'emmagatzemen en una piscina, en sec o en aigua, de manera que en el cas que tingui lloc un incident les fonts cauen a la piscina. Quan es fa servir cobalt 60, no entra en contacte amb l'aliment irradiat, ja que estan encapsulats en barres d'acer. Per garantir la seguretat de l'operador amb la radiació, els productes es mouen durant una cinta que transporta automàticament les caixes per dins d'un búnquer, construït segons les normes de radioprotecció.
L'any 1960, a Ucrania es van construir les primeres instal·lacions industrials de radiació gamma, per la desinfecció de cereals, i en Estats Units, l'any 1980. Actualment, la nova base de dades de l'Organisme Internacional d'Energia Atòmica (OIEA) proporciona gratuïtament a empreses i organitzacions els centres on poden irradiar els seus productes. En aquesta base, es poden trobar els 300 centres d'irradiació gamma i acceleradors d'electrons al món, de les quals 12 són a Amèrica Llatina.

### Irradiacions per rajos X
Els raigs X formen part de l'espectre electromagnètic; tenen una longitud d'ona curta i una alta energia. Per tant, tenen més poder de penetració en el producte. Malgrat això, la baixa eficiència de conversió d'energia en raigs X imposa algunes limitacions econòmiques per a l'ús d'aquest tipus de procés d'irradiació de productes alimentaris de baix valor, deixant de banda l'alt preu de la màquina d'irradiació i els costos que comporta el seu ús.
Les fonts d'emissió de raigs X produeixen, amb una energia màxima permesa, 5 milions d'electrovolts (MeV), per tal d'obtenir una bona uniformitat en la dosi i de tenir versatilitat per irradiar diferents tipus de productes alimentaris. Aquest valor límit és establert per CODEX, per tal que no d'evitar que s'activin els nuclis i que, conseqüentment, es produeixi radioactivitat al producte.
La seva aplicació més coneguda és la seva utilització en la generació d'imatges amb finalitats mèdiques, però també poden penetrar en els productes alimentaris permetent mostrar en una imatge les característiques internes dels aliments, per detectar defectes físics o contaminants sense fer malbé l'aliment.

### Irradiacions per electrons
Les radiacions per electrons és una altra de les radiacions ionitzant usades per la conservació d'aliments. Són produïts per un càtode i accelerats per un potencial elèctric de corrent continu (CC) o per radiofreqüència (RF). Els acceleradors de RF són més compactes, cosa que permet el seu ús en llocs petits, reduint els costos d'instal·lació i de construcció. Aquestes màquines també es poden utilitzar per produir raigs X, utilitzant un blanc metàl·lic davant del feix.
Els paràmetres principals relacionat amb aquest tipus d'irradiació són: l'energia dels electrons, que limita la profunditat de penetració; i la potència del feix, que limita el rendiment de la màquina. A nivell industrial, els productes irradiats passen per un transportador sota un feix vertical i s'ajusta la velocitat de la cinta transportadora segons la dosi que es vol subministrar.
Els raigs gamma i raigs X estan compostos per fotons sense massa ni càrrega elèctrica, cosa que fa que tinguin una bona penetració en els materials. Aquesta característica permet irradiar productes envasats. D'altra banda, els electrons accelerats sí que tenen càrrega i massa, això fa que tinguin una penetració limitada. Per tant, els seus usos es veuen limitats sobrestor pel tractament d'aigües residuals o de gasos de combustió industrials i pel tractament superficial de llavors. A diferència de les fonts de raigs gamma, el decaïment del cobalt 60 és pot usar en continu, i la font d'electrons pot ser encès o apagat quan sigui necessari.
Aquests tipus de radiació ionitzant inactiva els microorganismes en fer malbé l'ADN cromosòmic. Això passa per la col·lisió directa entre l'energia de la radiació i el material genètic o com a resultat de la interacció entre una molècula adjacent que majoritàriament és una molècula d'aigua i l'energia de la radiació, i finalment reacciona amb l'ADN. Per tant, el dany evita la multiplicació i finalitza la majoria de funcions cel·lulars.

## Dosi
La dosi absorbida és l'energia mitjana absorbida per unitat de massa en un punt. Es defineix per la següent equació:
                              𝐷 = △E/△M
Sent △E, l'energia depositada per la radiació i △M, la porció de material.
Aquesta dosi fa referència a qualsevol tipus de material i radiació. La unitat de dosi al Sistema Internacional (SI) és el gray (Gy), que equival a J/Kg. La taxa de dosi absorbida és la variació de dosi absorbida per unitat de temps, definint-se com:
𝐷̇ = dD /𝑑𝑡
La dosi equivalent és definida per tenir en compte l'efectivitat biològica de la radiació, perquè varia segons la naturalesa.
A la Directiva 1999/2/CE, es defineix la dosi total mitjana amb la següent equació integral per al producte alimentari tractat:
                                   = 1/M ʃ (x, y, z) d (x, y, z) dV, 
on:
M = Massa total de la mostra tractada.
p = Densitat local al punt en què es tracti (x,y,z).
d = La dosi local absorbida al punt en qüestió (x,y,z) y
dV = L'element en volum infinitesimal dx di dz, representat a la realitat per les fraccions de volum.
L'eficàcia d'una dosi de radiació depèn tant de la composició de l'aliment i dels factors externs com la presència o absència d'oxigen, contingut d'humitat, densitat i temperatura.
Cal tenir en compte la Norma General del Codex Alimentarius per a Aliments Irradiats, la dosi màxima absorbida no ha d'excedir els 10 kGy.
En el procés d'irradiació cal fixar dos límits, la quantitat de dosi mínima per aconseguir l'efecte desitjat al producte i la dosi màxima perquè el producte no es vegi afectat en la qualitat. Per això, l'interval de dosi per al tractament ve donat per aquests límits. A la Taula 1, es mostren els rangs de dosis usats en la indústria alimentària.
| Dosis                    | Aplications alimentàries |
| ------------------------ | --- |
| Baixes dosis (< d'1 kGy) | Alentir la maduració de l'aliment, germinació o aparició de brots. Eliminar insectes o organismes nocius per a les plantes. |
| Dosi mitjana (1-10 kGy): | Eliminar patògens dels aliments que poden provocar malalties. Perllongar la vida útil d'alguns aliments                     |
| Dosis altes (>10 kGy):   | Esterilització industrial                                                                                                   |

En el procés d'irradiació, el producte no rep una dosi uniforme, ja que els fotons s'atenuen en travessar-lo. Això fa que la cara exposada a la font rebi més radiació que la resta del producte. Per tant, cal mesurar la dosi que rep cada part del producte per comprovar que rep una quantitat adequada per a un bon tractament, garantint qualitat i seguretat del producte al consumidor.
Per tant, els aliments irradiats no són radioactius ja que l'energia absorbida (sigui de 5 i 10 MeV baixos per a l'energia dels raigs gamma (γ) i l'energia dels electrons, respectivament) no és suficient per afectar els neutrons als nuclis de les molècules dels aliments.

## Aplicacions de la irradiació fitosanitària

### Irradiació de carn i peix
La carn és un teixit muscular que sovint pot arribar a ser contaminat per un nombre molt elevat de microorganismes. S'han usat tècniques de conservació des de fa milers d’anys però és tot un repte ja que és un medi quasi perfecte pel creixement microbià si les condicions ambientals són adequades. A més, les baixes concentracions de carbohidrats no permet el creixement dels bacteris de l'àcid làctic, que podrien excloure el creixement de certs patògens.
Els motius principals per irradiar la carn és per eliminar microorganismes patogènics presents, i per tant, millorar la seguretat alimentaria; i allargar la vida útil d’aquest, gràcies a la reducció de microorganismes, sobretot els de forma vegetativa. La irradiació és un tractament potencialment bactericida, mentre que els sistemes d’envasat són un tractament generalment bacteriostàtic. Combinant aquestes dos podria ser una tecnologia molt efectiva.
Depenent de com s'envasarà la carn després de la irradiació, s'usarà unes dosis o unes altres. Per envasos permeables per l’oxigen, en el cas de la carn boví i de porc, amb una irradiació d’1kGy és suficient per allargar la vida útil i millorar la seguretat de l’aliment, però pot provocar canvis en el color i olor. En el cas de la carn blanca, cal dosis d'entre 1.5 i 3kGy.

### Irradiació de fruites i verdures
A diferència de la carn o el peix, la fruita i verdura són teixits vius, compostos bàsicament per carbohidrats, sent la pectina i els sucres els seus principals components. La irradiació és una tecnologia prometedora per mantenir la qualitat i la frescura ja que és capaç d’inhibir la germinació, retardar la maduració i senescència i controlar diferents tipus de mosques de la fruita. Amb irradiacions <1kGy permet aconseguir els objectius mencionats sense afectar les propietats organolèptiques.
El dany més seriós que pot causar aquest tractament és l’ablaniment de les fruites i verdures, degut a que provoca la degradació de polisacàrids estructurals, sobretot de la pectina i la cel·lulosa. També s'observa una reducció de les activitats metabòliques i un increment en la taxa de respiració, i una acumulació de glucosa i piruvat en els teixits. No obstant, La irradiació també és interessant en la obtenció de sucs ja que s'ha observat que irradiant fruites i verdures s'obté una concentració major.
Una de les aplicacions principals que es fa servir és com a tractament de quarantena, també conegut com a mesura fitosanitària. Hi ha diferents tipus de tractament de quarantena, com fumigacions amb productes químics o tractaments amb calor o fred, però sovint s'ha de trobar el balanç entre eliminar la plaga i els efectes adversos en el producte, mentre que la majoria de fruites i verdures toleren bé la irradiació. Molts productes provinents de Hawaii són irradiats abans de ser exportats per prevenir plagues d’insectes, sobretot dels exòtics de l'estat.

### Irradiació d'espècies
Les espècies, tot i que són usats en quantitats petites, poden ser una font de contaminació microbiològica important als menjars als quals s'afegeix. Moltes espècies són assecats a l’aire lliure i hi ha una gran probabilitat que es contaminin per microorganismes de l’aire o terra, i també per insectes. Així doncs, no és d’estranyar que arribin a comptar de 1 a 108 bacteris per gram d’espècie. Les bones pràctiques de manufactura durant la collita i processament pot fer que augmenti la qualitat, però sovint no és suficient per arribar a uns nivells microbiològics acceptables.
S'han fet tractament amb calor per baixar els nivells microbiològics però s'ha vist que provoquen danys en el producte, com la pèrdua de compostos aromàtics volàtils o canvis en el producte degut a les altes temperatures. També moltes cases comercials fumiguen les espècies amb òxid d'etilè o bromometà, però s'ha descobert que són compostos molt tòxics. Així que, actualment, les espècies es tracten amb radiació ionitzant per eliminar les contaminacions microbiològiques, ja que és més efectiu que el tractament amb calor, i no deixa residus químics en el producte final. Irradiacions amb rajos gamma a una dosisde 10 kGy pot eliminar contaminacions microbiològiques sense causar variacions en les propietats organolèptiques ni químiques. S'arriba a dosis tant elevades perquè s'ha demostrat que els productes secs, com les espècies, són menys sensibles a l'energia ionitzant que els hidratats.

### Irradiació de productes làctics
Llet
La llet i els seus productes han esdevingut elements essencials en la cadena alimentària. Les contaminacions microbiològiques poden ocórrer en qualsevol etapa del procés, ja sigui durant l'extracció de la llet, com el processament o la distribució. Tot i que la pasteurització ha esdevingut un mètode molt efectiu per l'eliminació de patògens en la llet, hi ha una gran preocupació en quant als microorganismes psicrotròfics, que tenen capacitat de desenvolupar resistència a la calor. Això porta a investigar sobre tecnologies no tèrmiques, capaç de mantenir les qualitats nutricionals i organolèptiques. La irradiació fitosanitària és una d’elles, però davant la gran eficiència de la pasteurització no s'ha adoptat gaire.
A França i República Txeca es permet la irradiació de la caseïna i caseïnats pel control microbià a un màxim de 3kGy. I a Croàcia per la llet en pols, a un màxim de 3kGy per la desinfestació i 30kGy pel control microbià.
Formatge
Durant els procesos de maduració i emmagatzematge del formatge pot haver creixement de fongs oportunistes resultant una pèrdua parcial o total del producte. A més, certs fongs poden produir metabòlits tòxics i carcinogènics, pel qual inhibir el seu creixement i altres microorganismes patògens és primordial per la salut humana.
Estudis han mostrat que irradiant els formatges augmenta la seva vida útil. L’augment de la durada depèn de la naturalesa del contaminant, la dosi d’irradiació aplicada i les condicions d’emmagatzematge post-irradiació.S'ha vist que irradiant amb feixos d’electrons a una dosis de 2kGy s'aconsegueix inhibir els microorganismes i mantenir les qualitats del formatge. Per contra, a dosis >2kGy s'observa una disminució de les propietats sensorials.
Iogurt
El iogurt normalment té una vida útil de 3 setmanes o menys. Amb la irradiació s'aconseguiex una vida útil més llarga i la capacitat d'emmagatzemar-los a temperatura ambient sense que hi hagi cap diferència en les qualitats sensorials ni propietats químiques. No obstante, s'ha vist que aquells que s'emmagatzemen a temperatures més altes, tenen una concentració menor de bacteris de l’àcid làctic. Això és degut a què aquests sofreixen danys durant la irradiació que els impedeix adaptar-se a les noves condicions d’emmagatzematge. Això pot ser un avantatge pels pacients immunodeprimits, ja que els microorganismes del brou inicial - tot i ser beneficioses - poden ser perillosos per ells.
Gelat
Els gelats es consumeixen extensament durant l'estiu. El seu pH, temps d'emmagatzematge i processat mínim el fa susceptible la proliferació de microorganismes, especialment al seu un producte d’origen natural que a vegades ja conté contaminants perjudicials. S'ha comprovat la eficiència en la irradiació en gelats i s'ha observat una disminució i inhibició del creixement microbià sense afectar les propietats organolèptiques i nutricionals. En alguns sabors, com la xocolata i la vainilla, les propietats sensorials disminueixen per irradiacions majors de 2kGy, però en altres, com la menta, no es veuen afectats per la dosis d’irradiació. Es conclou que una dosis de 1kGy és suficient per eliminar els microorganismes perjudicials presents en el gelat.

## Avantatges
- Mètode innocu i eficaç per a una gran varietat d'aplicacions específiques, sense afectar les propietats organolèptiques del producte, a més de reduir la dependència de químics com els plaguicides.[33]
- Perllonga la vida útil dels aliments mitjançant l'eliminació de plagues i endarrerint del procés de deteriorament, reduint així el malbaratament i per tant, a un augment en el subministrament d'aliments.[5]
- Mètode més respectuós amb el medi ambient pel control de plagues d'insectes. A una dosi de 0,25-0,5 kGy pot limitar la infestació per pràcticament totes les espècies d'insectes en els productes emmagatzemats.[19]
- Es pot aplicar a una varietat de productes, sense deixar residus. A més, és un procés ràpid, perquè requereix pocs minuts per completar el tractament.[33]
- Permet tractar tant productes frescos com empaquetats.[4]
- No és necessària la refrigeració per emmagatzemar els aliments irradiats, ja que es poden emmagatzemar a temperatura ambient o en un ambient fresc (10 °C a 15 °C), en lloc de baixes temperatures (0 °C a 2 °C), fet que caldria si s'utilitza una altra tecnologia per a la conservació d'aliments.[5]
- Proporciona als països en desenvolupament reduir grans pèrdues d'aliments i la transmissió de malalties infeccioses, permetent ampliar el mercat comercial de diversos productes alimentaris.[5]
- Permet l'esterilització d'aliments per a pacients immunodeprimits que necessiten dietes estèrils i perquè puguin tenir accés a aliments més saborosos sense que això representi un risc per a la salut.[23]
- És un procés relativament fàcil de controlar (generalment depèn només de la velocitat del transportador i la potència o activitat de la font de radiació), i els aliments tractats es poden distribuir immediatament a la cadena de subministrament d'aliments.[21]

## Inconvenients
- La radiació és com qualsevol altra tècnica de conservació dels aliments, on l'ús excessiu i inadequat pot afectar la qualitat dels aliments i la composició química quan s'utilitza més del necessari.[17]
- Els costos per posar en marxa una instal·lació d'irradiació fitosanitàries sol ser més elevat que altres tractaments de conservació a causa del cost inicial de construcció. A més, el negoci és estacional i la necessitat de transportar el producte a les instal·lacions i la logística associada pot afectar els costos operatius.[5]
- En alguns casos, on s'irradia els aliments ja envasats amb plàstic, pot originar productes de radiòlisi, volàtils i no volàtils, que poden migrar els aliments i afectar-ne les característiques organolèptiques i la seguretat.[1]
- Hi ha molta oposició a la tecnologia relacionada amb la indústria nuclear, degut al del desconeixement del públic de l'ús de l'energia ionitzant.[33]
- Les fruites amb alt contingut de suc o ambients amb nivells baixos d'oxigen, poden reduir l'eficàcia del tractament i requerir un increment en les dosis per assolir la seguretat quarantenària.[25]

## Envasat i Etiquetatge
Els productes alimentaris i ingredients alimentaris tractats amb radiacions ionitzables, poden ser empaquetats en diferents tipus d’envasats, constituïts per diferent tipus de material. Tot i que molts materials ja s'empren en aliments no irradiats, el fet d’emprar-los amb aliments irradiats han sigut estudiats per tal de validar la seva seguretat. La diversitat els materials emprats és gran; s'utilitza des de polímers sintètics i naturals, metalls i vidre.

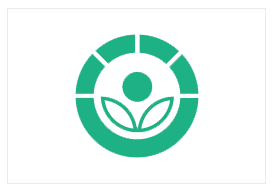
Logotip Radura, afegit als productes alimentaris irradiats.

Pel que fa a l'etiquetatge dels productes, s'ha d’especificar els següents apartats tal com s'etiquetaria un producte alimentari no irradiat:
- Nom del producte
- Llista d’ingredients i declaració quantitativa d’aquests mateixos.
- Informació de al·lèrgenes.
- Quantitat neta, en volum o pes.
- Condicions d’emmagatzematge i data de caducitat/consum preferent
- Nom i direcció de l'empresa responsable de la informació.
- País d’origen o procedència.
- Instruccions de preparació.
- Informació nutricional.

A més a més, pel fet de ser aliments irradiats, hi ha una sèrie de requisits obligatoris addicionals que consisteixen en els següents:
- Cal declarar el percentatge inicial de l’ingredient (m/m) en el moment de la fabricació quan correspon a un ingredient és valuós i/o amb un paper important en l’aliment.
- Cal declarar el percentatge de l’ingredient (m/m) en el producte final de l’ingredient declarat en baix contingut en l’aliment.

## La irradiació fitosanitària a Europa
La Unió Europea (UE) ha participat, activament, en el desenvolupament de la tècnica de la irradiació alimentària al llarg de la història. La Unió Europea estableix que la irradiació dels aliments es pot dur a terme mitjançant energia obtinguda del cobalt 60 o del Cesi 137, dels raigs X – amb una energia menor a 5 MeV – o amb electrons – amb una energia menor de MeV. També es pot utilitzar altres fonts d’irradiació, com és el cas de la radiació ultraviolada i, cal una monitorització de l'activitat radioactiva de l’aliment. La irradiació d’aliments està autoritzada en els següents casos: hi ha una necessitat tecnològica, no comporta cap perill, beneficia als seus consumidors i no substitueix les bones pràctiques de fabricació.
Després d’avaluar la tècnica d’irradiació alimentària per part del Scientific Committee on Food (SCF) – posteriorment, renovat per l’organització European Food Safety Authority (EFSA) –, es publiquen els informes dels estudis on es defensa que la dosi de radiació és acceptable des del punt de vista de la salut del consumidor. El 1999, per una banda, s'estableix la directiva 1999/2/EC, el qual consisteix en una aproximació de lleis dirigit pels estats membres sobre aliments i/o ingredients d’aliments tractats amb radiacions ionitzables. Per altra banda, es publica la directiva 1999/EC, en el qual es dicta els aliments i/o ingredients d’aliments permesos pel tractament amb irradiació. Actualment, els aliments autoritzats, en diferents països de la EU, són els següents:
- Fruites i verdures, incloent arrels comestibles.
- Cereals, cereals “flakes” i farines d’arròs.
- Espècies i condiments.
- Peixos i marisc.
- Carn fresca, pollastres i anques de granota.
- Formatge Camembert de llet crua.
- Goma aràbiga, caseïna/caseïnats i clares d’ou.
- Productes derivats de la sang.

La Comissió Europea manifesta que no hi ha cap relació entre la irradiació dels aliments amb una contaminació radioactiva de l’aliment degut a un accident. Tots els aliments irradiats o aliments que en continguin cal que estiguin etiquetats, tant se val la destinació, l’origen i la quantitat del producte.
Els mètodes analítics per tal de detectar els aliments irradiats són estandarditzats pel Comitè Europeu d'Estandardització – en francès, Comité Européen de Normalisation (CEN) – i es troben publicats en la pàgina web oficial de la Comissió Europea. Alguns dels mètodes emprats són els següents:
| Tipus d'aliments irradiats detectats en la tècnica               | Tipus de tècnica emprada | Aliments emprats en l'experiment                                                                  |
| ---------------------------------------------------------------- | --- | ------------------------------------------------------------------------------------------------- |
| Aliments que contenen greixos                                    | Cromatografia de gasos (GC) per a la detecció d'hidrocarburs induïts per radiació                                                                 | Pollastre cru, proc, carn de vaca, Camembert, alvocat, papaia i mango                             |
| Aliments que contenen greixos                                    | Cromatografia de gasos (GC) i, posteriorment, anàlisi per espectrometria de masses per a la detecció de 2-alquilciclobutanona induït per radiació | Pollastre cru, porc, ous líquids, salmó i Camembert                                               |
| Carn i peixos que contenen ossos                                 | Ressonància d'espín electrònic (REE) | Ossos de carn, de truita i de pollastre                                                           |
| Aliments que contenen cel·lulosa                                 | Ressonància d'espín electrònic (REE) | Pistatxo, pebre vermell i maduixes fresques                                                       |
| Aliments o ingredients d'aliments que contenen minerals silicats | Anàlisi per termoluminescència | Herbes i espècies, marisc (gambes incloses), fruites i verdures (tant fresques com deshidratades) |
| Aliments que contenen cristalls de sucre                         | Ressonància d'espín electrònic (REE) | Figues, mangos, papaies i panses seques.                                                          |
| Aliments irradiats                                               | Placa de fòsfor fotoestimulable | Marisc, herbes i espècies                                                                         |
| Herbes i espècies                                                | Mètodes de cribatge microbiològic: Direct epifluorescent filtre technique (DEFT) i Aerobic plate count (APC)                                      | Herbes i espècies                                                                                 |
| Aliments que contenen ADN                                        | Micro-gel electroforesi | Carn, llavors, fruites seques i espècies                                                          |
| Carn d'aus                                                       | Identificació d'un perfil microbiològic inusual mitjançant el test de recompte total de bactèries Gram Negatives                                  | Diferents parts d'aus                                                                             |

La Comissió Europea (CE) dictamina els establiments aprovats per a la irradiació d’aliments, tant en estats membres de la Unió Europea (UE) com en “països tercers” no membres de la UE. La instal·lacions situades dins de la UE són aprovades per les autoritats nacionals, en canvi, pel que fa a les instal·lacions fora de la UE, estan aprovades per la CE. Segons l’informe del 2019, hi ha 24 instal·lacions aprovades per a la irradiació d’aliments dins la UE, els quals es troben localitzats en 14 diferents estats membres: França (5), Alemanya (4), Bulgària (2), els Països Baixos (2), Espanya (2), Bèlgica (1), República Txeca (1), Croàcia (1), Estònia (1), Itàlia (1), Hongria (1), Polònia (1), Romania (1) i el Regne Unit (1).

### La irradiació fitosanitària a Espanya
A nivell nacional, els estats membres de la Unió Europea estableixen les lleis respecte el tractament d’aliments amb irradiació respectant la directiva 1999/2/CE i la 1999/3/EC. A Espanya, es publica el Real Decreto 348/2001, el qual dicta la regulació de l'elaboració, la comercialització i la importació de productes alimentaris i ingredients alimentaris irradiats. També, s'estableixen els àmbits d’aplicació, els requisits per a la autorització d’instal·lacions, les condicions d’autorització pel tractament de productes alimentaris, el procés d’envasat i d’etiquetatge, entre altres aspectes. La categoria dels productes alimentaris que poden ser sotmesos a un tractament de radiacions ionitzants correspon a herbes aromàtiques seques, espècies i condiments vegetals. El valor màxim de la dosi total mitjana de radiació absorbida és de 10 KGy. No obstant, és possible trobar altres productes alimentaris irradiats en el mercat espanyol procedent d'altres països sempre i quan estiguin autoritzats i estiguin ben etiquetats.
D’acord amb el Reial decret 348/2001, a Espanya, els productes alimentaris només poden ser tractats amb radiacions de raigs gamma procedents de  cobalt 60 o cesi 137, amb raigs X generats per aparells que funcionen amb una energia quàntica màxima igual o superior a 5 MeV i amb electrons generats per aparells que funcionen amb una energia quàntica màxima igual o superior a 10 MeV. Hi ha 3 instal·lacions autoritzades pel tractament d’aliments i ingredients alimentaris amb radiacions ionitzants i, totes 3, empren electrons com a font de radiació:
| Número de referència | Instal·lació                        |
| -------------------- | ----------------------------------- |
| 500001/CU            | Ionmed Esterilización S.A. (Madrid) |
| 5.00002/B            | Aragogamma S.A. (Barcelona)         |
| 5.000005/SO          | Mevion Technology SL. (Soria)       |